# Dorothea Sophie von Schleswig-Holstein-Sonderburg-Plön

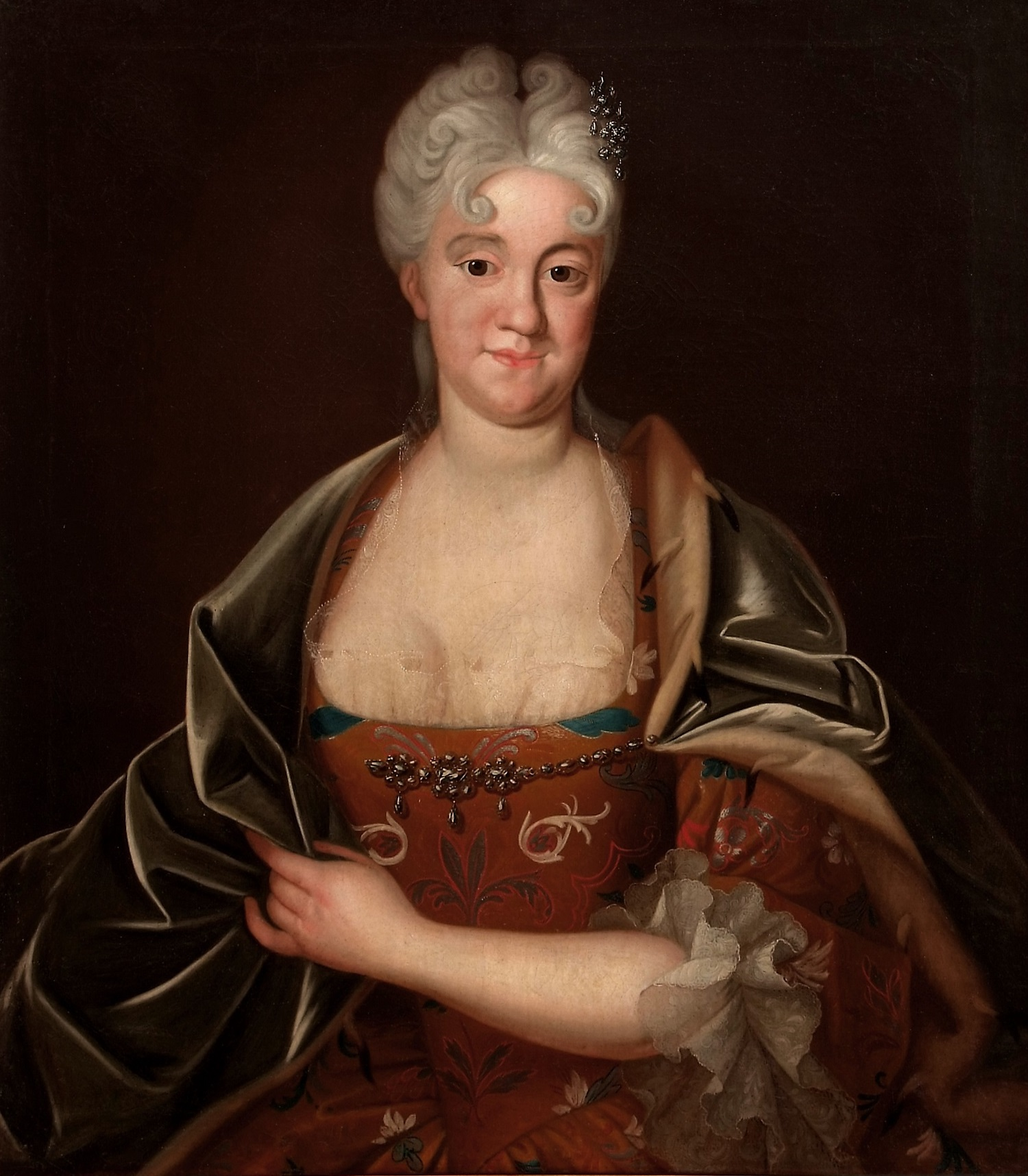
Dorothea Sophie von Schleswig-Holstein-Plön

Dorothea Sophie von Schleswig-Holstein-Plön (* 4. Dezember 1692 in Plön; † 29. April 1765 in Fürstenberg) war die Tochter des Herzogs Johann Adolf von Schleswig-Holstein-Plön. Als Ehefrau des mecklenburgischen Herzogs Adolf Friedrich III., gilt sie als „heimliche Regentin“ von Mecklenburg-Strelitz.

## Leben
Dorothea Sophie kam in Plön als Tochter des Herzog Johann Adolfs von Schleswig-Holstein-Plön und dessen Ehefrau Dorothea Sophie von Braunschweig-Wolfenbüttel, einer Tochter des Herzog Rudolf Augusts von Braunschweig-Wolfenbüttel, auf die Welt.
Am 16. April 1709 heiratete sie in Reinfeld Herzog Adolf Friedrich III. von Mecklenburg-Strelitz. Der Ehe entsprangen zwei Töchter, die beide jung starben.
Da ihr Ehemann als „närrisch“ galt, hatte sie einen großen Einfluss auf ihn und übte die eigentliche Macht im Herzogtum aus. Sie gilt daher auch als die „heimliche Regentin“. Auf sie geht die Gründung der neuen Residenzstadt Neustrelitz zurück. 1728 gründete sie die Hofkapelle und holte Johann Georg Linike und Johann Christian Hertel als Kapellmeister an den Hof. Johann Wilhelm Hertel berichtet in seiner Autobiographie, dass Dorothea Sophie 1750 die Anschaffung von zwei Forte Pianos von Gottfried Silbermann ermöglichte. Lange Zeit übte ihr Günstling Egmont von Chasôt, der vorher am Hof Friedrichs des Großen diente, viel Macht im Land aus. Laut dem preußischen Kammerherr Graf Ernst Ahasverus Heinrich von Lehndorff  habe er diese Macht ausgenutzt, um sich zu bereichern. „Mehr als 200.000 Taler [hat er] zusammengescharrt“.
1752 nach dem Tod ihres Ehemannes entzweite sie sich mit dem Haus Mirow, welches mit Adolf Friedrich IV. die Nachfolge im Staat antrat, und musste die Strelitzer Residenz verlassen. Die Hofkapelle wurde aufgelöst. Sie zog in den für sie errichteten Witwensitz, das Schloss Fürstenberg/Havel. Lehndorff beschreibt sie in seinem Tagebuch 1753 als „große, [...] hässliche Frau“ mit einem „fürchterlichen Busen“, der von einer „alten Amme“ sein könnte. Er attestiert ihr einen „großen Hang zur Wollust“. Sie erschien ihm „gutmütig und nicht ohne Geist“, auch wenn sie kein Französisch sprach. Laut den Erinnerungen der Gräfin Voss war sie „äußerst galant“.